# クラウス・フォン・ビューロー

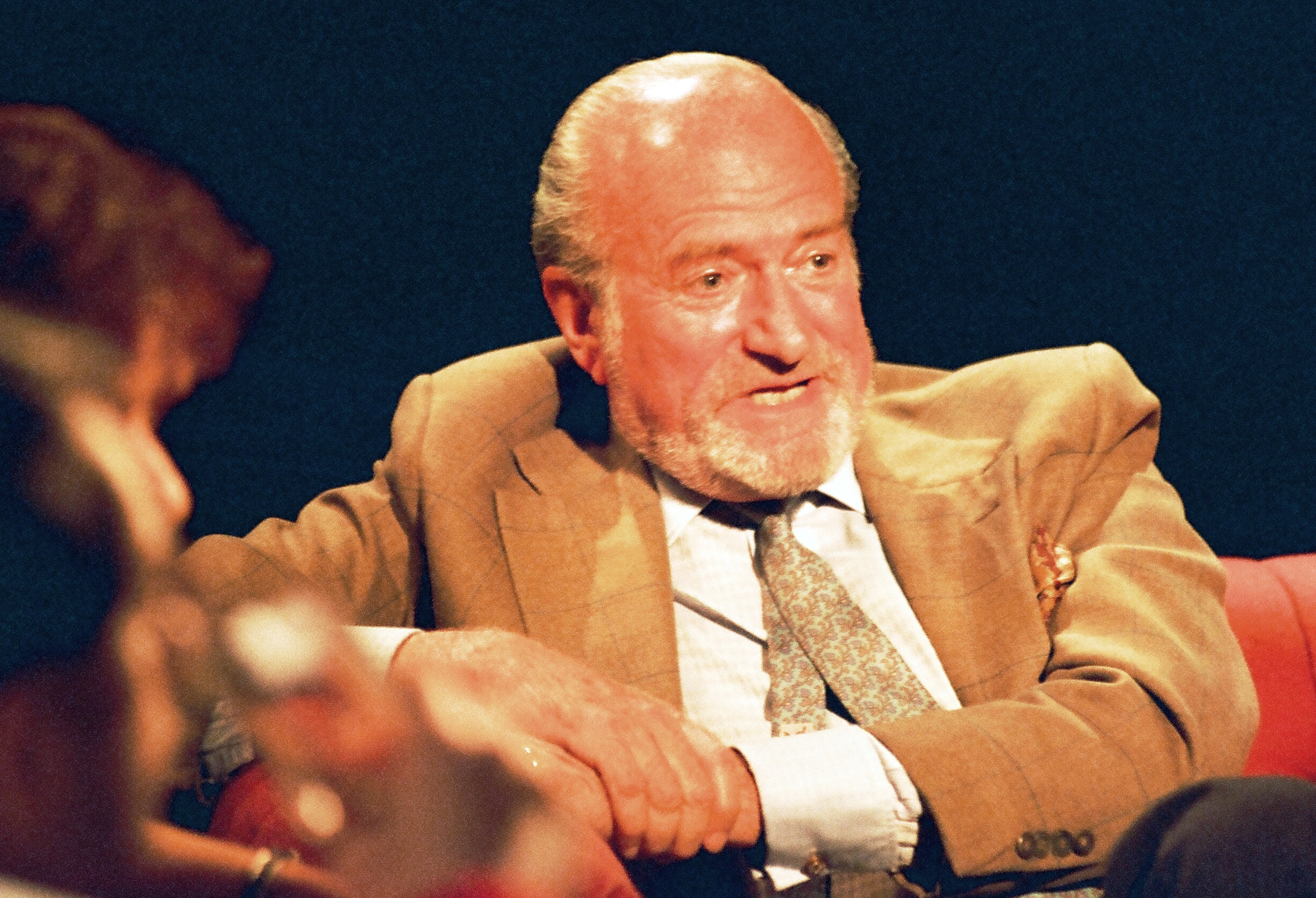
クラウス・フォン・ビューロー

クラウス・フォン・ビューロー（Claus von Bülow, 1926年8月11日 - 2019年5月25日）は、デンマーク出身のイギリスの法律家、演劇評論家。妻マーサ・フォン・ビューロー（愛称サニー）にインスリンを過剰投与し殺害を図った容疑で起訴されたが、無罪となった。

## 人物
クラウス・セシル・ボルベア（Claus Cecil Borberg）としてコペンハーゲンに生まれる。ビューローとは母方の苗字で、ドイツ貴族の家系。指揮者ハンス・フォン・ビューローは親類である。父スヴェン・ボルベアは劇作家で、ナチの共鳴者として知られていた。
クラウスはケンブリッジ大学トリニティコレッジを卒業して1950年代に弁護士を開業したが、その後J・ポール・ゲッティの助手となった。ゲッティによると、このころのクラウスは性格温厚で忍耐強く、時にゲッティの罪の身代わりの役をこなしていたそうである。その後も1968年までゲッティとの付き合いは続いていた。
1966年6月にサニーと結婚し「クラウス・フォン・ビューロー」となった。なお、この結婚は、サニーにとっては再婚である。サニーには2人の連れ子があり、クラウスとサニーの間にも1人の子供が生まれるなど、順調な結婚生活だった。

## 殺人未遂事件
1982年、米国ロードアイランド州ニューポートの自邸にて、妻サニーの殺害を図った容疑で起訴。原因はインスリンの過剰摂取とされた。サニーは突発性低血糖症を患っており、インスリンを常備していたが、その時のインスリン摂取量は通常の10倍以上であった。
公判はクラレンドン裁判所でおこなわれた。このとき、家政婦やサニーの子供達はクラウスの鞄からインスリンの注射器を見たと証言した。またマスメディアも過剰報道と呼ばれるほどセンセーショナルにこの事件を報道し、世論もクラウスの有罪を信じた。しかし、当時のインスリンは要冷蔵であり、「鞄に入っていたインスリン」に効力があるか疑問であり、注射器には確かにインスリンが入っていたが、使用された形跡がなかった。しかし、陪審員によってクラウスは有罪となり、懲役30年を言い渡されたが、高名なハーヴァード大学教授アラン・ダーショヴィッツを雇って控訴。ダーショヴィッツとその弁護団は一審で最も有力とされた証拠や証言を覆し、警察の杜撰な捜査を証明した。また、世論も次第にクラウスの味方をするようになった。
1984年、クラウスは無罪となった。1985年の再審で、陪審はクラウスを全ての容疑で無罪とした。
しかしサニーの家族はクラウスの罪を信じ続けた。ビューロー夫妻の娘コージマ・フォン・ビューローは、公判で父の無実を証言したために、母方の祖母（つまりサニーの母）アニー・ローリー・エイトケンの遺産相続人から除外された。クラウスの2人の養子（サニーの連れ子。父はサニーの前夫アルフレート・フォン・アウエルスペルク侯爵）は、5600万ドルの損害賠償を求めてクラウスを提訴した。この結果、クラウスはサニーの個人財産（7500万ドル）に対する相続権を全て失った。その代わりにコージマは相続権を回復することとなった。

## 余生
判決後のクラウスはロンドンに住み、美術批評や演劇評論を行って生計を立てた。サニーはニューヨークの病院で、28年間にわたり昏睡状態が続いていたが、2008年12月に死去した。
ダーショヴィッツがこの事件について書いた本は、のちに『運命の逆転』という題名で映画化された。この映画ではクラウスの役をジェレミー・アイアンズが演じている。アイアンズは、この演技でアカデミー主演男優賞を獲得した。

## 関連文献
- Reversal of Fortune : Inside the Von Bulow Case ISBN 978-0-39453-903-4